# Beefalo
El beefalo es un animal bovino resultante del cruce entre un bisonte americano y una vaca doméstica de cualquier raza. El término proviene de la unión de las palabras en inglés beef (ternera) y buffalo (bisonte). En español también se denomina vacasonte al cruce entre vaca y bisonte europeo. Según la raza vacuna con la que se ha cruzado al bisonte, el beefalo presenta diferentes aspectos, aunque es más parecido físicamente a un toro o una vaca de gran corpulencia y espeso pelaje.
Entre sus ventajas ganaderas destacan el bajo nivel de calorías, grasa y colesterol de su carne, su mayor resistencia a climas extremos y que su parto es menos laborioso que el de otras razas bovinas.
Al contrario que otros cruces de otras especies animales, como la mula, el beefalo produce descendencia fértil.
El primer cruce lo realizó el norteamericano Charles Jones en 1906, en tierras del actual Parque nacional del Gran Cañón.